# الجبهة الديمقراطية الوطنية (بيرو)
الجبهة الديمقراطية الوطنية (بالإسبانية: Frente Democrático Nacional) هي حزب سياسي في بيرو أسسه مانويل بوستامانتي دي لا فوينتي عام 1945 في أريكيبا. الرئيس المستقبلي فرناندو بيلاندي تيري كان حاضرا أيضا خلال تأسيس الحزب. شكل الحزب لاحقًا تحالفًا مع التحالف الثوري الشعبي الأمريكي والحزب الشيوعي البيروفي، وهو تحالف أدى إلى انتصار الدكتور خوسيه بوستامانتي ص ريفيرو ليصبح رئيسًا في نفس العام.